# Carl Schmidt (militär)
Carl Hjalmar Schmidt, född 15 februari 1877, By socken, Värmlands län, död 12 juli 1940, Stockholm, var en svensk militär och väg- och vattenbyggnadsingenjör.
Carl Schmidt var son till Carl Jakob Schmidt (1840-1907) Fredrika Susanna Blomros (1845-1884). Schmidt avlade avgångsexamen vid Kungliga tekniska högskolan 1899. Han anställdes vid södra väg- och vattenbyggnadsdistriktet 1901, som stadsingenjör i Karlshamn 1903 och vid Valdemarsviks järnvägsbyggnad 1904. Schmidt var anställd vid Vattenbyggnadsbyrån (VBB) 1905–1907 och från 1909.  Under åren 1908-1909 deltog han i en världsomsegling och gjorde en studieresa till Nordamerika. Han deltog även i ingenjörsuppdrag i Japan och Kina och var då anställd vid en dotterbolag till vattenbyggnadsbyrån i Shanghai. Han blev verkställande direktör vid vattenbyggnadsbyrån 1924. Vid sidan av detta var Schmidt statens fiskeriingenjör (med placering vid Lantbruksstyrelsen) från 1905. Han blev löjtnant i väg- och vattenbyggnadskåren 1906, kapten där 1914, major 1926 och överstelöjtnant 1937. Schmidt blev medlem av Svenska konsulterande ingenjörers förening 1916 och var ordförande där 1929–1932. Han blev riddare av Vasaorden 1920 och av Nordstjärneorden 1930. Schmidt vilar på Norra begravningsplatsen utanför Stockholm.

## Familj
Carl Schmidt gifte sig med Emma Johanna Pripp (1886-1914) och de fick sonen Carl Ove (1911-1994). Carl gifte om sig 1922 med Elna Elvira Carlström (1891-1978) och de fick barnen Barbro (1922-1922), Carl-Ragnar (1925-1968), Carl-Arne (1928-2009) och Ella Elisabeth (1924-2010).